# Baixo Amazonas
Baixo Amazonas è una mesoregione dello Stato di Pará in Brasile.

## Microregioni
È suddivisa in 3 microregioni:
- Almeirim
- Óbidos
- Santarém